# 앤젤스 앤 에어웨이브스

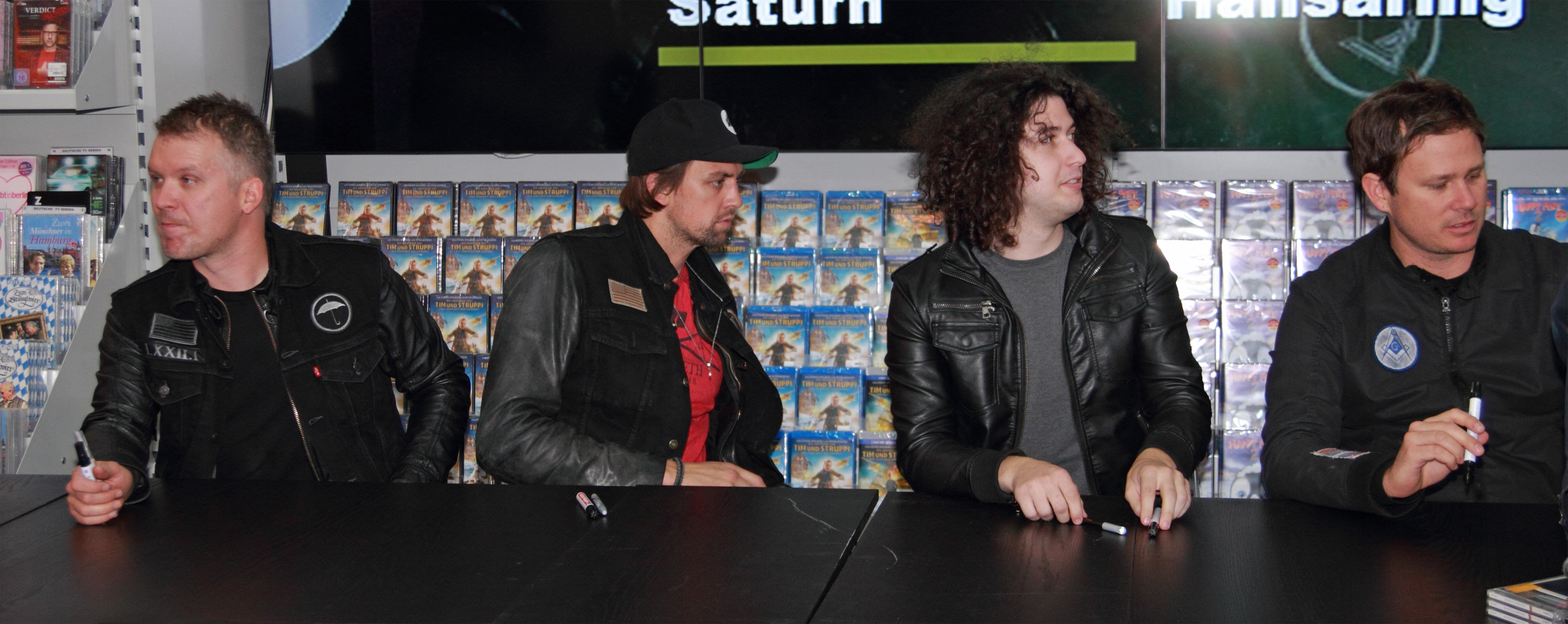
2012년 4월의 앤젤스 앤 에어웨이브스. 왼쪽으로 오른쪽으로 맷 바흐터, 데이비드 케네디, 일란 루빈, 톰 델론지

앤젤스 앤 에어웨이브스(Angels & Airwaves, Angels and Airwaves, ΛVΛ)는 미국의 록 그룹으로, 처음에 톰 델론지(Tom Delonge, 보컬), 데이비드 케네디(David Kennedy, 기타, 키보드), 일란 루빈(Ilan Rubin, 드럼, 키보드), 맷 루바노(베이스 기타, 키보드)로 구성되어 있다. 전 구성원으로는 라이언 신(Ryan Sinn, 베이스 기타), 애덤 윌러드(드럼), 맷 바흐터(Matt Wachter, 베이스, 키보드), 에디 브레켄리지(Eddie Breckenridge, 베이스)가 포함된다.

## 디스코그래피
- We Don't Need to Whisper (2006)
- I-Empire (2007)
- Love (2010)
- Love: Part Two (2011)
- The Dream Walker (2014)
- Lifeforms (2021)